# Stacja turystyczna PTTK na Żarze
Stacja turystyczna PTTK na Żarze – nieistniejąca górska stacja turystyczna Polskiego Towarzystwa Turystyczno-Krajoznawczego w Beskidzie Małym, nieopodal szczytu Żaru, na wysokości ok. 760 m n.p.m. 

## Historia
Stacja rozpoczęła działalność w 1927 z inicjatywy Oddziału Babiogórskiego Polskiego Towarzystwa Tatrzańskiego, w dobudowanej izbie domu Magdaleny Pszczółki. Obiekt był parterowy, drewniany, na podmurówce z dachem krytym gontem. Dla turystów przygotowano 5 łóżek, w tym 2 składane, stół, krzesła i umywalnię.
Po II wojnie światowej stacja wznowiła działalność w ramach PTT, później prowadzona była przez Polskie Towarzystwo Turystyczno-Krajoznawcze. Od lat 60. XX wieku właścicielem domu była Franciszka Lotek, a stacja dysponowała 20 miejscami noclegowymi w lecie i 9 zimą.
Budynek stacji został rozebrany w latach 70. XX wieku, w związku z budową zbiornika elektrowni szczytowo-pompowej Porąbka-Żar.